# Сваев, Рустам Серикович
Рустам Серикович Сваев (род. 13 марта 1990 года, Кызылорда, Кызылординская область, Казахская ССР, СССР) — казахский боксёр. Серебряный призёр чемпионата Азии 2011 года в весовой категории до 69 кг. Мастер спорта Республики Казахстан международного класса. 

## Достижения
Призёр в категории до 64 кг (2009) и чемпион Казахстана в весе до 69 кг (2011).
На чемпионате мира 2009 года в весовой категории до 64 кг (Милан, Италия) смог выйти только в четвертьфинал.
Серебряный призёр чемпионата мира 2010 года среди студентов в весе до 69 кг (Улан-Батор, Монголия).
На чемпионате Азии 2011 года в Инчхоне (Южная Корея) Рустам Сваев уступил в финале весовой категории до 69 кг представителю КНР уйгуру Мехмету Турсуну Чону и получил серебряную медаль.
Лучший боксёр международного турнира класса А AIBA в весовой категории до 75 кг (Белград, Сербия, 2015).
В 2015 году вошёл в состав казахстанского полупрофессионального боксёрского клуба «Astana Arlans».